# DIMBOA
DIMBOAは2,4-ジヒドロキシ-7-メトキシ-1,4-ベンゾオキサジン-3-オン (2,4-dihydroxy-7-methoxy-1,4-benzoxazin-3-one) の略称であり、天然に存在するヒドロキサム酸、ベンゾキサジノイドの一種である。DIMBOAはトウモロコシならびに関連するイネ科植物、特にコムギにおいて構成的に存在する強力な抗生物質で、昆虫、病原性真菌、バクテリアといった広範囲に渡る病原に対する自然防御として働く。オオムギではDIMBOAではなくグラミンが機能する。
1962年に小麦のさび病の胞子の発芽を抑制したことが報告されてから注目され、トウモロコシにおいてはDIMBOAはヨーロッパアワノメイガ の幼虫およびその他多くの害虫に対する自然防御として機能する。菌や害虫の被害にあってからDIMBOAが遊離して作用する。DIMBOAの厳密な含有量は、各々の植物間で異なるが通常は稚苗の時に高濃度の蓄積が見られ、成長するにつれて濃度が減少する。DIMBOAはグルコース配糖体 (DIMBOA-Glc) として液胞中に蓄積されており、植物細胞が傷害を受けるとβ-グルコシダーゼが作用しアグリコンが遊離する。
ベンゾキサジノイドは、例えばライ麦パンを食べたヒトの血中および尿中から、DIBOA（2,4-ジヒドロキシ-1,4-ベンゾオキサジン-3-オン）やDIBOA-Glcなどとして検出されており、健康に有益な効果を持つか研究中である。
DIMBOAをはじめとするベンゾキサジノン類は、トリプトファン生合成の中間体であるインドール-3-グリセロールリン酸から一連の生合成遺伝子によって生合成される。